# Hawaii Bowl 2015
Match précédent Match suivant
Le Hawaii Bowl 2015 est un match de football américain de niveau universitaire  joué après la saison régulière de 2015, le 24 décembre 2015 au Aloha Stadium d'Honolulu (Halawa (en)) dans l'état d'Hawaï aux États-Unis. 
Il s'agit de la 14e édition du Hawaii Bowl.
Le match a mis en présence les Bearcats de Cincinnati issus de l'American Athletic Conference et les Aztecs de San Diego State issus de la Mountain West Conference.
Il a débuté à 15:00 heure locale et a été retransmis en télévision sur ESPN.

## Présentation du match
| Équipes                                                                        | Conférences | Entraîneurs      | Stats. saison rég. |
| ------------------------------------------------------------------------------ | ----------- | ---------------- | ------------------ |
| Bearcats de Cincinnati                                                         | AAC         | Tommy Tuberville | 7-5                |
| Aztecs de San Diego State                                                      | MWC         | Rocky Long       | 10-3               |
| Arbitre : Équipe donnée favorite par les bookmakers : Cincinnati à 2½ contre 1 |             |                  |                    |

Il ne s'agit que de la seconde rencontre entre ces deux équipes (victoire en saison régulière de Cincinnati 52 à 23 en 2007).

### Bearcats de Cincinnati
Avec un bilan global en saison régulière de 7 victoires et 5 défaites, Cincinnati est éligible et accepte l'invitation pour participer au Hawaii Bowl de 2015.
Ils terminent 3e de la East Division de la American Athletic Conference derrière #24 Temple et South Florida, avec un bilan en division de 4 victoires et 4 défaites.
À l'issue de la saison 2015 (bowl compris), ils n'apparaissent pas dans les classements CFP , AP et Coaches.
Il s'agit de leur 1er apparition au Hawaii Bowl. C'est leur 17e participation à un bowl (8 victoires et 8 défaites) et le présent sera le 5e consécutif.

### Aztecs de San Diego State
Avec un bilan global en saison régulière de 10 victoires et 3 défaites, San Diego State est éligible et accepte l'invitation pour participer au Hawaii Bowl de 2015.
Ils terminent 1er de la West Division de la Mountain West Conference avec un bilan en division de 8 victoires et aucune défaite. Ils sont sacrés champion de conférence après avoir battu l'Air Force par le score de 27 à 24 en finale de conférence.
À l'issue de la saison 2015 (bowl compris), ils n'apparaissent pas dans les classements CFP , AP et Coaches.
Il s'agit de leur 1er apparition au Hawaii Bowl. C'est leur 15e participation à un bowl (6 victoires et 8 défaites si l'on comptabilise le Harbor Bowl de 1948) et le présent sera le 6e consécutif.

## Résumé du match
| QT          | Temps       | Drive       | Drive       | Drive       | Équipe      | Description de l'action | Score | Score |
| QT          | Temps       | Jeux        | Yards       | TDP         | Équipe      | Description de l'action | SDS   | CIN   |
| ----------- | ----------- | ----------- | ----------- | ----------- | ----------- | --- | ----- | ----- |
| 1           | 14:45       | -           | -           | -           | SDS         | TD de 100 yards à la suite d'un retour de kickoff par RB Rashaad Penny + 1 point de conversion par kicker Donny Hageman                         | 7     | 0     |
| 1           | 09:08       | 9           | 85          | 04:32       | SDS         | TD de 14 yards par WR Mikah Holder à la suite d'une réception de passe de QB Christian Chapman + 1 point de conversion par kicker Donny Hageman | 14    | 0     |
| 2           | 02:02       | 4           | 56          | 01:49       | SDS         | TD de 16 yards par FB Dakota Gordon à la suite d'une réception de passe de RB Donnel Pumphrey + 1 point de conversion par kicker Donny Hageman  | 21    | 0     |
| 3           | 05:14       | 8           | 67          | 03:30       | SDS         | TD à la suite d'une course d'1 yard par FB Dakota Gordon + 1 point de conversion par kicker Donny Hageman                                       | 28    | 0     |
| 4           | 11:29       | 11          | 85          | 06:54       | SDS         | TD à la suite d'une course de 2 yards par RB Donnel Pumphrey + 1 point de conversion par kicker Donny Hageman                                   | 35    | 0     |
| 4           | 09:04       | -           | -           | -           | SDS         | TD de 43 yards à la suite d'une interception retournée par DL Alex Barrett + 1 point de conversion par kicker Donny Hageman                     | 42    | 0     |
| 4           | 03:21       | 12          | 73          | 05:35       | CIN         | TD à la suite d'une course d'1 yard par RB Mike Boone + 1 point de conversion par kicker Andrew Gantz                                           | 42    | 7     |
| Score final | Score final | Score final | Score final | Score final | Score final | Score final | 42    | 7     |

## Statistiques[1]
| Statistiques par Équipes               | Statistiques par Équipes | Statistiques par Équipes |
| Statistiques                           | SDS                      | CIN                      |
| -------------------------------------- | ------------------------ | ------------------------ |
| 1er downs                              | 22                       | 15                       |
| Conversion de 3e Down                  | 9/15                     | 6/14                     |
| Conversion de 4e Down                  | 1/1                      | 0/1                      |
| Jeux–yards                             | 64 jeux pour 336 yards   | 63 jeux pour 279 yards   |
| Yards à la course                      | 207                      | 77                       |
| Yards à la passe                       | 129                      | 202                      |
| Passes : Réussies-Tentées-Interceptées | 9/12, 0 Int.             | 19/31, 3 Int.            |
| Réussite en zone rouge/chances         | 4/4                      | 1/1                      |
| TD                                     | 6                        | 1                        |
| Field Goals                            | 0                        | 0                        |
| Sacks (Nombre-Yards perdus)            | 4 pour 28 yards gagnés   | 1 pour 2 yards gagnés    |
| Fumbles (Nombre/Perdus)                | 0/0                      | 0/0                      |
| Pénalités (Nombre/Yards perdus)        | 4 pour 31 yards perdus   | 10 pour 110 yards perdus |
| Temps de possession                    | 35:34                    | 24:26                    |

| Meilleur Joueur (MVP) | Meilleur Joueur (MVP) | Meilleur Joueur (MVP) |
| --------------------- | --------------------- | --------------------- |
| Nom                   | Équipe                | Poste                 |
| Dakota Gordon         | San Diego State       | FB                    |

| Statistiques Individuelles | Statistiques Individuelles | Statistiques Individuelles                    |
| -------------------------- | -------------------------- | --------------------------------------------- |
| Quaterbacks                |                            |                                               |
| SDS                        | Chapman, Christian         | 8/11, 113 yards, 1 TD, 0 Int., 1 sack subi    |
| CIN                        | Moore, Hayden              | 19/30, 202 yards, 0 TD, 3 Int., 4 sacks subis |
| Meilleurs Coureurs         |                            |                                               |
| SDS                        | Pumphrey, Donnel           | 25 courses pour 99 yards et 1 TD              |
| CIN                        | Williams, Hosey            | 9 courses pour 50 yards                       |
| Meilleurs Receveurs        |                            |                                               |
| SDS                        | Gordon, Dakota             | 4 réceptions pour 58 yards et 1 TD            |
| CIN                        | Morrison, Max              | 7 réceptions pour 88 yards                    |
| Meilleurs Tackleurs        |                            |                                               |
| SDS                        | Kelley, Kyle               | 6 tackles en solo, 3 assistes et 3,5 sacks    |
| CIN                        | Edwards, Zach              | 7 tackles en solo                             |